# Hrvatsko građansko društvo Crne Gore – Kotor
Hrvatsko građansko društvo Crne Gore – Kotor je udruga Hrvata iz Crne Gore.
Definira se kao nevladina i neprofitabina. Okuplja Hrvate čija je domovina Crna Gora.
Ova udruga radi na promicanju i predstavljanju onih interesa Hrvata u Crnoj Gori na koje ima mogućnosti i prava prema crnogorskim i međunarodnim zakonima, poveljama i inim dokumentima, radi njegovanja, očuvanja i razvijanja svijesti Hrvata u Crnoj Gori o kulturi i jeziku matičnog naroda, njeguje i razvija kulturu koju baštine Hrvati u Crnoj Gori, njeguje i razvija međusobno uvažavanje pripadnika različitih nacija i religija u domovini Crnoj Gori, uspostavlja kulturnu i drugu suradnju između matice i domovine.

## Povijest
Osnovano je 23. lipnja 2001. u Kotoru, gdje je i sjedište ove udruge.
Podružnice se nalaze u Kotoru, Tivtu, Baru, Herceg-Novom, Podgorici, a povjerenici se nalaze u Tivtu, Prčnju, Mulu, Stolivu, Perastu, Kotoru, Donjoj Lastvi, Budvi i na Cetinju. Postoje posebni povjerenici za Hrvatsku i za medije u Hrvatskoj. U inozemstvu postoji jedno predstavništvo koje se nalazi u Dubrovniku, Republika Hrvatska.
Djelokrug čine Crna Gora i Hrvatska. 

## Djelatnosti
HGDCG-Kotor izdaje časopis na hrvatskom jeziku Hrvatski glasnik. Začetnik tog projekta je poznati crnogorski novinar i publicist iz Kotora Tomislav Grgurević. Hrvatski glasnik je prvi put izašao u ožujku 2003. Uredništvo su činili: Tomislav Grgurević, Siniša Luković, don Srećko Majić, Tripo Schubert, Dario Musić, Neven Staničić i Silvio Marković. Društvo izdaje i Bokeški ljetopis.
Pored časopisa, HGDCG-Kotor se bavi tiskanjem knjiga, publikacija i zidnih kalendara kojima je tema hrvatski narod u Crnoj Gori u prošlosti i današnjici. Prvi projekt se ostvarilo u suradnji s Nacionalnom zajednicom Crnogoraca u Hrvatskoj, s kojima je HGDCG-Kotor od samih početaka imala razumijevanje i spremnost za pomoć, a s kojima je dogovorena i buduća suradnja na području kulture. Među ostalim, u prosincu 2007. se dogovorilo realizaciju zajedničkog projekta - izdavanje knjige "Živod i djelo akademika Vladislava Brajkovića (1905. – 1989.)". HGDCG je osvario i dobru suradnju sa Zajednicom Talijana Crne Gore.
Druga djelatnost, osim izdavaštva je i djelovanje u području obrazovanja. Tako je HGDCG-Kotor pokrenulo projekt kojim se mladež obrazuje na hrvatskom jeziku, o hrvatskoj povijesti i zemljopisu.
U organizaciji HGDCG-Kotor, a na inicijativu hrvatskog saborskog zastupnika dr Tonča Tadića, svečano je 10. veljače 2007. otkrivena spomen-ploču na palači Bizanti u Kotoru u znak sjećanja na poginule Kotorane u slavnoj pomorskoj bitci 1571. godine kod Lepanta.
Društvo sudjeluje u proslavama Tripundanskih svečanosti.
Prema Statutu HGDCG svake četvrte godine predsjednik se bira iz reda članova upravnog odbora. Prvi predsjednik Društva bio je Tripo Schubert. U upravnom odboru HGDCG predsjednik je poznati vaterpolski reprezentativac Mirko Vičević. 9. svibnja 2015. na mjestu predsjednika zamijenio ga je poznati međunarodni vaterpolski sudac Mario Brguljan. 2019. godine za novu predsjednicu izabrana je Rafaela Pina Lazarević, a za potpredsjednika Jovo Miajlović iz Bijele, predsjednik skupštine Udruženja pomorskih agenata Crne Gore.